# Studebaker Special Six

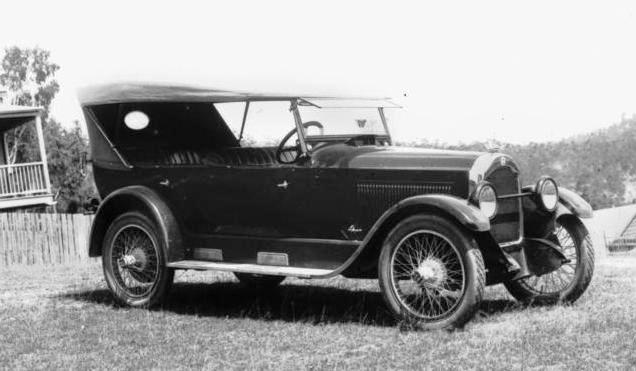
Special Six de 1924

El Studebaker Special Six fue un automóvil construido por la compañía estadounidense Studebaker de South Bend (Indiana) entre 1918 y 1927. Mientras se mantuvo en producción, el Special Six representó el modelo de gama media de Studebaker. Estuvo disponible en una amplia gama de estilos de carrocería.

## Studebaker Special Six Commander
En 1927, el coche pasó a llamarse Studebaker Special Six Commander de car al modelo de 1928, cuando el coche se conocería en lo sucesivo como Studebaker Commander.

## Especificaciones estándar del Six Brougham especial (datos de 1926)
- Color - Studebaker azul con estructura superior negra
- Capacidad de asientos - Cinco
- Distancia entre ejes - 120 plg (3048,0 mm)
- Ruedas - Madera
- Neumáticos - Globo de 32 "x 6,20"
- Frenos de servicio - contrayéndose en la parte trasera
- Frenos de emergencia - contraer el tambor en la parte trasera de la transmisión
- Motor - Seis cilindros, vertical, fundido en bloque, 3-1 / 2 x 5 pulgadas; cabeza extraíble; válvulas en el costado; H.P. 29.4 N.A.C.C. clasificación
- Lubricación - Alimentación forzada
- Cigüeñal - Cuatro cojinetes
- Radiador - Tubular
- Refrigeración - Bomba de agua
- Ignición - Batería de almacenamiento
- Sistema de arranque - Dos unidades
- Voltaje - Seis a ocho voltios
- Sistema de cableado - Sencillo
- Sistema de gasolina - Bomba de vacío
- Embrague - Plato seco, disco único
- Transmisión - Deslizamiento selectivo
- Cambios de marcha - 3 hacia adelante, 1 hacia atrás
- Dirección - Bisel en espiral
- Resortes traseros - Ballestas semielípticas
- Eje trasero - Semiflotante
- Engranaje de dirección - Tornillo sin fin y rueda

### Equipamiento estándar
El precio del coche nuevo incluía los siguientes elementos:
- Juego de herramientas
- Enchufe
- Velocímetro
- Amperímetro
- Bocina eléctrica
- Cerradura antirrobo
- Limpiador de parabrisas automático
- Llantas desmontables
- Luz de freno
- Lámpara de inspección con cable
- Portador de llanta de repuesto
- Espejo retrovisor
- Parasol
- Ventilador de capota
- Lámparas de lectura opalescentes traseras
- Medidor Motometer
- Atenuador de faros
- Reloj

### Equipo opcional
Los siguientes elementos estaban disponibles con un coste adicional:
- Frenos de disco hidráulicos en las cuatro ruedas
- Rueda de repuesto

Fuente: "Leading American Motor Cars"